# Отто Портер
Отто Портер (молодший) (англ. Otto Porter Jr.; нар. 3 червня 1993, Сент-Луїс, Міссурі, США) — американський професіональний баскетболіст, легкий форвард команди НБА «Торонто Репторз». 

## Ігрова кар'єра

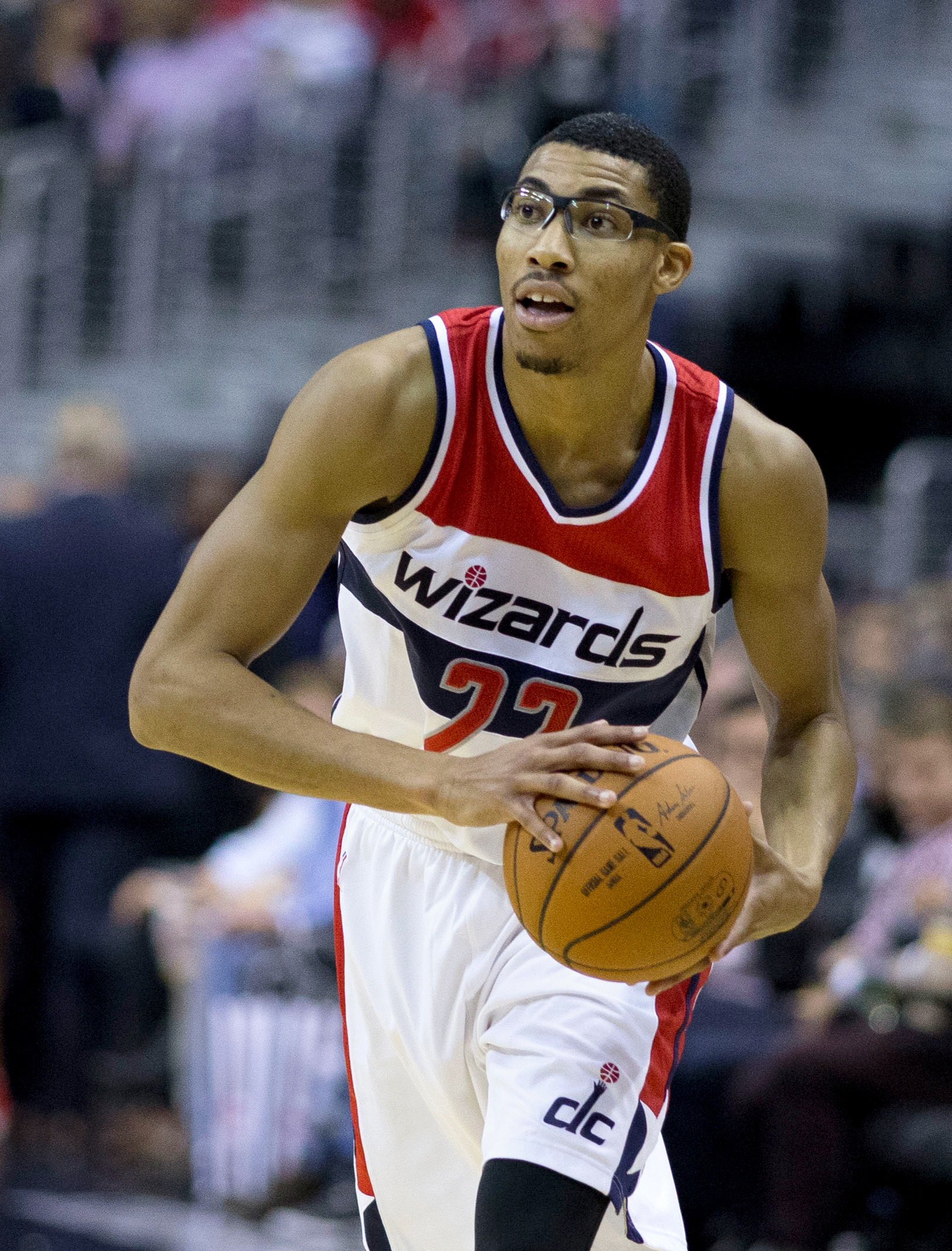
Портер в листопаді 2014

На університетському рівні грав за команду Джорджтаун (2011–2013). 
2013 року був обраний у першому раунді драфту НБА під загальним 3-м номером командою «Вашингтон Візардс». Професійну кар'єру розпочав 2013 року виступами за тих же «Вашингтон Візардс», захищав кольори команди з Вашингтона протягом наступних 6 сезонів. Більшість свого першого сезону пропустив через травми.
9 листопада 2016 року набрав рекордні для себ 34 очки в матчі проти «Бостона». 
2019 року став гравцем «Чикаго Буллз», куди був обміняний на Джабарі Паркера, Боббі Портіса та права на пік другого раунду драфту 2023.
25 березня 2021 року разом з Венделлом Картером (молодшим) був обміняний до «Орландо Меджик» на Ніколу Вучевича та Аль-Фарука Аміну. Орландо також отримали два майбутніх драфт-піки першого раунду.
6 серпня 2021 року став гравцем команди «Голден Стейт Ворріорз». Став чемпіоном НБА у складі команди.
6 липня 2022 року підписав контракт з «Торонто».

## Статистика виступів
| † | Позначає сезон, в якому Отто Портер ставав чемпіоном НБА |

### Регулярний сезон
| Сезон             | Команда                 | GP  | GS  | MPG  | FG%  | 3P%  | FT%   | RPG | APG | SPG | BPG | PPG  |
| ----------------- | ----------------------- | --- | --- | ---- | ---- | ---- | ----- | --- | --- | --- | --- | ---- |
| 2013–14           | «Вашингтон Візардс»     | 37  | 0   | 8.6  | .363 | .190 | .667  | 1.5 | .3  | .2  | .0  | 2.1  |
| 2014–15           | «Вашингтон Візардс»     | 74  | 13  | 19.4 | .450 | .337 | .734  | 3.0 | .9  | .6  | .4  | 6.0  |
| 2015–16           | «Вашингтон Візардс»     | 75  | 73  | 30.3 | .473 | .367 | .754  | 5.2 | 1.6 | 1.4 | .4  | 11.6 |
| 2016–17           | «Вашингтон Візардс»     | 80  | 80  | 32.6 | .516 | .434 | .832  | 6.4 | 1.5 | 1.5 | .5  | 13.4 |
| 2017–18           | «Вашингтон Візардс»     | 77  | 77  | 31.6 | .503 | .441 | .828  | 6.4 | 2.0 | 1.5 | .5  | 14.7 |
| 2018–19           | «Вашингтон Візардс»     | 41  | 28  | 29.0 | .457 | .369 | .766  | 5.6 | 2.0 | 1.6 | .5  | 12.6 |
| 2018–19           | «Чикаго Буллз»          | 15  | 15  | 32.8 | .483 | .488 | .906  | 5.5 | 2.7 | 1.2 | .6  | 17.5 |
| 2019–20           | «Чикаго Буллз»          | 14  | 9   | 23.6 | .443 | .387 | .704  | 3.4 | 1.8 | 1.1 | .4  | 11.9 |
| 2020–21           | «Чикаго Буллз»          | 25  | 6   | 21.6 | .441 | .400 | .838  | 5.5 | 2.0 | .5  | .2  | 9.9  |
| 2020–21           | «Орландо Меджик»        | 3   | 0   | 22.0 | .360 | .111 | 1.000 | 4.7 | 1.7 | 1.3 | .0  | 8.0  |
| 2021–22†          | «Голден Стейт Ворріорз» | 63  | 15  | 22.2 | .464 | .370 | .803  | 5.7 | 1.5 | 1.1 | .5  | 8.2  |
| Усього за кар'єру | Усього за кар'єру       | 504 | 316 | 26.0 | .477 | .398 | .794  | 5.1 | 1.5 | 1.1 | .4  | 10.6 |

### Плей-оф
| Сезон             | Команда                 | GP | GS | MPG  | FG%  | 3P%  | FT%  | RPG | APG | SPG | BPG | PPG  |
| ----------------- | ----------------------- | -- | -- | ---- | ---- | ---- | ---- | --- | --- | --- | --- | ---- |
| 2014              | «Вашингтон Візардс»     | 3  | 0  | 2.0  | .333 | .000 | –    | .0  | .0  | .0  | .0  | .7   |
| 2015              | «Вашингтон Візардс»     | 10 | 0  | 33.1 | .443 | .375 | .476 | 8.0 | 1.8 | 1.2 | .2  | 10.0 |
| 2017              | «Вашингтон Візардс»     | 13 | 13 | 32.9 | .532 | .282 | .886 | 6.9 | 1.8 | 1.6 | .5  | 12.2 |
| 2018              | «Вашингтон Візардс»     | 5  | 5  | 31.6 | .488 | .417 | .625 | 5.0 | 1.6 | 1.2 | 1.0 | 10.0 |
| 2022†             | «Голден Стейт Ворріорз» | 19 | 3  | 19.5 | .494 | .404 | .778 | 3.4 | 1.8 | .9  | .3  | 5.4  |
| Усього за кар'єру | Усього за кар'єру       | 50 | 21 | 25.9 | .491 | .359 | .726 | 5.2 | 1.7 | 1.1 | .4  | 8.2  |